# Алберто Домингез
Алберто Домингез (шп. Alberto Domínguez Borrás; Сан Кристобал де Лас Касас, 21. април 1913 — Мексико, 2. септембар 1975) је био мексички композитор.

## Биографија
Рођен је 21. априла 1913. у Сан Кристобал де Лас Касасу, као четврто од десеторо деце. Са осам година је компоновао своје прве песме. Студирао је клавир на Националном музичком конзерваторијуму Мексика. Своју музичку каријеру је започео са својом браћом Абелом и Армандом са којима је основао маримба ансамбл Los Hermanos Domínguez. Године 1939. је компоновао Frenesi за маримбу који је убрзо прилагођен џезу и постигао је значајан успех у Сједињеним Америчким Државама, као и прво место Билбордове листе децембра 1940. Исте године је компоновао песму Perfidia која је коришћена у шеснаест филмова, међу којима је Казабланка. Остале његове песме су Mala noche, Dos almas, Humanidad, Hilos de plata, Eternamente и Di que no es verdad. Преминуо је 2. септембра 1975. у Мексику од двоструког срчаног удар.